# 捷爾武半島
61°18′23″N 30°10′59″E / 61.30639°N 30.18306°E
捷爾武半島是俄羅斯的半島，位於拉多加湖西北岸，由卡累利阿共和國負責管轄，該半島長4.5公里、寬3.7公里，最高點海拔高度86米。